# 坂間訓一
坂間 訓一（さかま くんいち、1898年（明治31年）2月11日 - 1984年（昭和59年）2月7日）は、日本の陸軍軍人。最終階級は陸軍少将。

## 経歴
神奈川県出身。農業・坂間重次郎の長男として生まれる。厚木中学校（現神奈川県立厚木高等学校）卒業を経て、1919年（大正8年）5月、陸軍士官学校（31期）を卒業。同年12月、歩兵少尉に任官し近衛歩兵第3連隊付となる。1920年（大正9年）から1923年（大正12年）までシベリアに派遣された（ロシア語研究）。1928年（昭和3年）12月、陸軍大学校（40期）を卒業した。
1929年（昭和4年）12月、参謀本部付勤務（ロシア班）となり、1930年（昭和5年）12月、ポグラニチナヤ特務機関長に転じた。1933年（昭和8年）5月、参謀本部員（戦史課）に就任し、1934年（昭和9年）8月、歩兵少佐に進級。同年12月、陸大研究部主事に就任した。
1936年（昭和11年）8月から1944年（昭和19年）12月まで、陸大教官を務めた。この間、1937年（昭和13年）3月、歩兵中佐に、1940年（昭和15年）8月、歩兵大佐に、1944年8月、陸軍少将にそれぞれ昇進した。1944年12月、陸大幹事となり、1945年（昭和20年）8月、第1方面軍参謀副長に発令され、同月15日に着任し終戦を迎えた。その後、シベリア抑留となり、1956年（昭和31年）8月に帰国した。